# نيل إدموندز
نيل إدموندز (بالإنجليزية: Neil Edmonds)‏ هو لاعب كرة قدم بريطاني، ولد في 18 أكتوبر 1968 في أكرينجتون في المملكة المتحدة.